# Valorisation immobilière
home staging
La valorisation immobilière (home staging aux États-Unis ou house staging en Grande-Bretagne) est un ensemble de techniques permettant de mettre dans les meilleures conditions un bien immobilier destiné à la vente ou à la location. Il s'agit donc d'une forme de marketing immobilier, pouvant s'apparenter au packaging des autres types de produits.
La valorisation immobilière est également appelée valorisation résidentielle ou mise en valeur de propriété au Canada francophone.

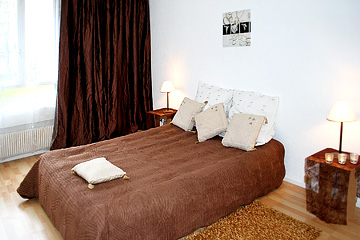
Chambre après valorisation.

Destinée à favoriser le « coup de cœur » et donc l'achat d'un bien, la valorisation immobilière permet la mise en valeur de l'habitation à moindre coût. Elle est très utilisée en Grande-Bretagne dans laquelle elle concerne près de 70 % des transactions immobilières, la valorisation est également très présente en Suède où elle peut être déduite des impôts, favorisant ainsi le marché de l'immobilier.
Avec un investissement modéré en temps et en argent, le spécialiste de la valorisation immobilière prépare un environnement propice à la vente grâce à une mise en scène. En règle générale, un acheteur sait dès les premières minutes si le logement est susceptible de lui plaire.
Home staging signifie littéralement « mise en scène de la maison ».

## Caractéristiques et mise en œuvre
L'objectif de la mise en scène est de rendre une maison attrayante pour le plus grand nombre d'acheteurs potentiels, afin de la vendre plus rapidement et à un prix plus élevé. Les techniques de mise en scène visent à améliorer l'attrait d'une propriété en faisant en sorte qu'elle soit un produit accueillant et attrayant, dans lequel tout acheteur peut se voir vivre et qu'il peut donc désirer acheter.
La mise en scène exige un investissement monétaire dans la vente de ce qui est le plus grand investissement de certaines personnes : leur maison et leur propriété. Il ne s'agit donc pas seulement de décorer, mais aussi de comprendre comment trouver les fonds propres de cette maison et de cette propriété, où se situe le marché immobilier pour cette maison, dans ce quartier, afin que le propriétaire puisse choisir où faire ces investissements. Les maisons comparables à vendre sur le marché dans la région doivent également être prises en compte pour savoir comment mettre en scène la maison afin qu'elle se vende rapidement et pour plus d'argent. Le retour sur investissement est l'objectif de la mise en scène.
En ce qui concerne la décoration simple, les gens utilisent souvent des œuvres d'art, des peintures, des accessoires, des lumières, de la verdure et des tapis pour mettre en scène leur maison, afin de donner aux acheteurs potentiels une première impression plus attrayante de la propriété. Ils réarrangent ou « remplacent temporairement » les meubles. Une mise en scène bien exécutée attire l'attention sur les éléments attrayants, tout en minimisant les imperfections. Les différentes zones et pièces d'une maison peuvent avoir un impact plus ou moins important lorsqu'il s'agit de convaincre des acheteurs potentiels, et certaines pièces peuvent donc être considérées comme plus importantes que d'autres lorsqu'il s'agit de mise en scène.
Le Home Staging n'est pas sans controverse : « Le New York Times a cité la réaction d'un auteur d'une bibliothèque à qui l'on a dit que « plus de 50 % de l'espace des étagères consacré aux livres équivaut à du désordre ».

## Développement en Europe
Le concept s'est développé en Europe francophone à partir de 2007 sous l'impulsion de professionnels de la décoration en partenariat avec des agences immobilières.
C'est principalement à partir d'octobre 2008, au moment de la crise, que la valorisation immobilière s'est développée en Europe, propulsé médiatiquement pour la première fois par l'émission Capital[réf. souhaitée]. Ce développement a été soutenu par des émissions de télévision comme Maison à vendre sur la chaîne M6.

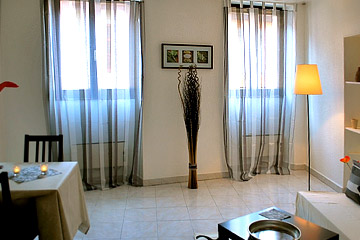
Salon après valorisation.

## Formation et professionnalisation en home staging
La profession de home stager (ou consultant en valorisation immobilière) n'est pas réglementée. Il n'existe pas de diplôme d'État ou de certification professionnelle officiellement reconnue. 
Toutefois, certaines formations sont accréditées par des organisations internationales comme l’International Association of Home Staging Professionals (IAHSP), décrite par BFMTV comme « l’organisation la plus puissante du monde dans le domaine du home staging ». Une filiale a été créée en Europe (EAHSP) en 2018.

## Variante: l'office staging
L'office staging transpose le home staging au secteur tertiaire. Il tend à se développer en France et permet aux investisseurs et aux propriétaires de valoriser leurs bureaux afin d’accélérer la commercialisation ou la prise à bail de leurs biens sans engager de frais trop élevés.